# Pallandt
Pallandt is een gehucht in Bousval, deelgemeente van de stad Genepiën in de Belgische provincie Waals-Brabant.
Het ligt meer dan drie kilometer ten noorden van het dorpscentrum van Bousval. Net ten zuiden ligt het gehucht Wanroux.

## Geschiedenis
Hier bevond zich tijdens het ancien régime de heerlijkheid Wez, een van de heerlijkheden van Bousval. Begin 18de eeuw kwam de heerlijkheid in handen van de familie de Pallandt, waardoor de heerlijkheid vaak "Pallandt" werd genoemd.
De Ferrariskaart uit de jaren 1770 toont hier het kasteel als Château de Palande. De Atlas der Buurtwegen uit 1841 duidt het kasteel aan als Le Château de Wez. De Vandermaelenkaart uit het midden van de 19de eeuw geeft voor het kasteel en de plaats de naam Pallandt.

## Bezienswaardigheden
- Het Château de Wez of Château de Pallandt, dat in zijn huidige vorm uit 1839 dateert.

Deelgemeenten: Baisy-Thy · Bousval · Genepiën · Glabais · Houtain-le-Val · Loupoigne · Oud-Genepiën · Ways

Overige plaatsen: La Bruyère · Bruyère Madame · Baisy · Basse-Laloux · Le Chantelet· Chênemont · Dernier Patard · La Falise · Ferrières · Les Flamandes · Fonteny · Foriest · Fosty · Hattain · Houtain-le-Mont · La Hutte · La Motte  · Loncée · Maison du Roi · Noirhat · Pallandt · Promelles · Quatre Bras · Ry-d'Hez · Sclage · Thy · Trou-du-Bois · Vieux Manants · Wanroux

Belgische gemeenten · Arrondissement Nijvel · Waals-Brabant · Wallonië